# Cantón de Pleine-Fougères
El cantón de Pleine-Fougères era una división administrativa francesa, que estaba situada en el departamento de Ille y Vilaine y la región de Bretaña.

## Composición
El cantón estaba formado por once comunas:
- Broualan
- La Boussac
- Pleine-Fougères
- Roz-sur-Couesnon
- Sains
- Saint-Broladre
- Saint-Georges-de-Gréhaigne
- Saint-Marcan
- Sougéal
- Trans-la-Forêt
- Vieux-Viel

## Supresión del cantón de Pleine-Fougères
En aplicación del Decreto nº 2014-177 de 18 de febrero de 2014, el cantón de Pleine-Fougères fue suprimido el 22 de marzo de 2015 y sus 11 comunas pasaron a formar parte del nuevo cantón de Dol-de-Bretagne.